# Saviors (альбом Green Day)
Saviors (рус. Спасители; стилизовано как ‘SAVIORS’) — четырнадцатый студийный альбом американской рок-группы Green Day, выпущенный 19 января 2024 года на лейбле Reprise Records. Этот альбом является первым альбомом группы после Kerplunk, авторские права на который принадлежат им, хотя он находится под эксклюзивной лицензией Reprise Records.

## Предыстория и продвижение
В интервью KROQ, Билли Джо Армстронг заявил, что 7 песен не вошли в их последний альбом, Father of All Motherfuckers, который был встречен неоднозначными отзывами. Бутч Уокер, который, согласно ранним сообщениям, также будет продюсировать следующий проект группы, подвергся резкой критике за свою работу над последним альбомом. В конце концов, за эту работу взялся давний друг группы, Роб Кавалло. Кавалло ранее работал с ними над всеми их основными альбомами, такими как Dookie и American Idiot, хотя они не работали вместе почти 10 лет, к 2022 году, с момента выхода альбома ¡Tré!.
В феврале 2021 года, через год после выхода предыдущего альбома, сингл «Here Comes the Shock», спродюсированный Уокером, дебютировал в рамках двухлетнего контракта группы с NFL. Однако было очевидно, что это будет отдельный релиз и что он не будет связан с какими-либо будущими проектами. Ещё одна отдельная песня, «Pollyanna», собственного продюсирования группы, была выпущена в мае 2021 года в ознаменование тура Hella Mega Tour, который был отложен из-за пандемии COVID-19. Песня была воспринята более положительно, чем ее предшественница, которую критиковали за низкое качество текстов. В ноябре 2021 года группа выпустила еще одну песню под названием «Holy Toledo!», которая также была спродюсирована Уокером и использовалась в саундтреке к фильму 2021 года Марк, Мэри и другие люди.
Saviors был записан в Лондоне, Англия, и Лос-Анджелесе, Калифорния. В ранних сообщениях утверждалось, что их предстоящий альбом будет называться 1972, что означает год рождения всех трех участников. Группа публиковала тизеры в социальных сетях, указывая, что на самом деле альбом будет называться именно так. Первый из них датируется декабрем 2021 года, более чем за два года до выхода альбома, который теперь называется Saviors.
В мае 2023 года произошла утечка демо-версии «One Eyed Bastard». Перед выпуском альбома группа исполнила песню под названием «1981» во время своего живого выступления на летнем фестивале в Квебеке 16 июля 2023 года. Группа анонсировала альбом 24 октября 2023 года и выпустила сингл «The American Dream Is Killing Me» с музыкальным клипом на зомби-тематику. Трек представляет собой «взгляд на то, как традиционная американская мечта не работает для многих людей», а вместо этого причиняет им боль. Группа впервые исполнила сингл и ещё одну песню под названием «Look Ma, No Brains!» вживую в Лас-Вегасе, штат Невада, когда они выступали на фестивале When We Were Young 22 октября 2023 года. 4 ноября 2023 года группа снова сыграла «1981» во время живого выступления в театре Батаклан, который находится в Париже, Франция.
В тот же день треклист был опубликован на Banquet Records, британском музыкальном магазине, а позже был подтвержден сайтом Warner Music. Также длина песен из трек-листа просочилась в Qobuz. Второй сингл, «Look Ma, No Brains!», был выпущен 2 ноября 2023 года вместе с музыкальным клипом. Армстронг заявил в интервью Amazon Prime, что это его любимый трек с альбома и одна из величайших панк-песен, которые он когда-либо написал. Он также пришелся по вкусу фанатам, которые посчитали, что это самые звучащие в стиле Green Day песни, которые они выпускали за последнее время. 4 декабря группа анонсировала «Dilemma», третий сингл с альбома. Он вышел 7 декабря 2023 года вместе с музыкальным клипом. 5 января 2024 года состоялся релиз сингла «One Eyed Bastard» вместе с музыкальным анимационным клипом. Музыкальный видеоклип к песне «Bobby Sox» был выпущен в день выхода альбома. Музыкальный видеоклип на песню «Corvette Summer» был выпущен 23 июля 2024 года.
В канун Нового года Green Day исполнили свою песню «American Idiot» в телевизионном специальном выпуске передачи Dick Clark's New Year's Rockin' Eve. Армстронг заменил строчку песни «I'm not a part of a redneck agenda (с англ. Я не участвую в программе деревенщины)» на «I'm not a part of the MAGA agenda (с англ. Я не участвую в программе MAGA)», что является отсылкой к лозунгу Трампа «Make America Great Again», которая критикует Дональда Трампа. Вечером 16 января 2024 года группа неожиданно выступила на станции Нью-Йоркского метро «47-50-я улицы – Рокфеллер-центр», а ночной ведущий Джимми Фэллон присоединился к ним на бубне, чтобы привлечь внимание к альбому и туру, а также исполнил несколько песен, включая недавний сингл «Look Ma, No Brains», «Basket Case» и «American Idiot» — на этот раз Армстронг оставил место, чтобы позволить толпе в метро спеть исправленную строчку песни «I'm not a part of the MAGA agenda».
13 января 2024 года, за шесть дней до выхода альбома, группа провела вечеринки в честь его выхода в различных инди-магазинах звукозаписи по всему миру.
Green Day отправятся в стадионный тур по Северной Америке и Европе вместе с The Smashing Pumpkins, Rancid, The Linda Lindas, Nothing but Thieves, The Hives, The Interrupters, Donots и Maid of Ace, начиная с мая 2024 года. В ходе тура Green Day полностью исполнят свои классические альбомы Dookie и American Idiot.

## Обложка
Обложка альбома представляет собой отредактированную версию фотографии на одной из улиц, когда проходил Конфликт в Северной Ирландии. На ней изображен пожимающий плечами юноша по имени Пол Кеннеди, держащий в левой руке камень, перед движущейся машиной с горящей кучей мусора на заднем плане. В окончательной версии лицо молодого человека было изменено на лицо мальчика по имени Иван Фрейзер, изменённое так, чтобы оно выглядело более улыбающимся.

## Отзывы
Saviors получил оценку 73 из 100 на агрегаторе рецензий Metacritic, основанном на 21 отзыве критиков, что указывает на «в целом благоприятный» приём. Эндрю Тренделл из NME назвал его лучшим альбомом Green Day со времен American Idiot, а также «актом неповиновения, встреченным пожатием плеч; группа говорит: „Мы все еще здесь, и мы все еще в заднице“». Uncut написал, что группа «выпустила 15 компактных, в основном проформальных бэнгеров».
| Совокупная оценка | Совокупная оценка |
| Источник          | Оценка            |
| ----------------- | ----------------- |
| Metacritic        | 73/100            |
| Оценки критиков   |                   |
| Источник          | Оценка            |
| AllMusic          | [ 36 ]            |
| Clash             | 7/10              |
| Kerrang!          | 4/5               |
| LouderSound       | [ 1 ]             |
| NME               | [ 34 ]            |
| Pitchfork         | 5.1/10            |
| The Skinny        | [ 40 ]            |
| Uncut             | 7/10              |
| Wall of Sound     | 7.5/10            |
| DIY               | [ 42 ]            |

## Список композиций
Все тексты написаны Билли Джо Армстронгом; вся музыка написана Билли Джо Армстронгом, Майком Дёрнтом и Тре Кулом.
| №                   | Название                           | Длительность |
| ------------------- | ---------------------------------- | ------------ |
| 1.                  | «The American Dream Is Killing Me» | 3:06         |
| 2.                  | «Look Ma, No Brains!»              | 2:03         |
| 3.                  | «Bobby Sox»                        | 3:44         |
| 4.                  | «One Eyed Bastard»                 | 2:52         |
| 5.                  | «Dilemma»                          | 3:18         |
| 6.                  | «1981»                             | 2:09         |
| 7.                  | «Goodnight Adeline»                | 2:56         |
| 8.                  | «Coma City»                        | 3:28         |
| 9.                  | «Corvette Summer»                  | 3:02         |
| 10.                 | «Suzie Chapstick»                  | 3:16         |
| 11.                 | «Strange Days Are Here to Stay»    | 3:05         |
| 12.                 | «Living in the '20s»               | 2:06         |
| 13.                 | «Father to a Son»                  | 3:54         |
| 14.                 | «Saviors»                          | 2:55         |
| 15.                 | «Fancy Sauce»                      | 4:01         |
| Общая длительность: | Общая длительность:                | 46ː02        |

| №                   | Название            | Длительность |
| ------------------- | ------------------- | ------------ |
| 16.                 | «Fever»             | 2:23         |
| Общая длительность: | Общая длительность: | 48:25        |

## Участники записи
- Билли Джо Армстронг — вокал, гитара
- Майк Дёрнт — бас-гитара, бэк-вокал
- Тре Кул — ударные, перкуссия